# Майкл Кейдж
Майкл Джером Кейдж (англ. Michael Jerome Cage, нар. 28 січня 1962, Вест-Мемфіс, Арканзас, США) — американський професіональний баскетболіст, що грав на позиціях важкого форварда і центрового за низку команд НБА. Гравець національної збірної США. Згодом коментатор матчів «Оклахома-Сіті Тандер».

## Ігрова кар'єра
На університетському рівні грав за команду Сан-Дієго Стейт (1980–1984), де став лідером з підбирань в історії закладу.
1984 року був обраний у першому раунді драфту НБА під загальним 14-м номером командою «Сан-Дієго Кліпперс». В кінці сезону став лідером з підбирань у лізі, набираючи 13 за гру та набравши 30 підбирань у останньому матчі сезону, що було достатньо, щоб випередити Чарльза Оуклі у цій гонці.
З 1988 по 1994 рік грав у складі «Сіетл Суперсонікс».
1994 року перейшов до «Клівленд Кавальєрс», у складі якої провів наступні 2 сезони своєї кар'єри.
Наступною командою в кар'єрі гравця була «Філадельфія Севенті-Сіксерс», за яку він відіграв один сезон.
Останньою ж командою в кар'єрі гравця стала «Нью-Джерсі Нетс», до складу якої він приєднався 1997 року і за яку відіграв 3 сезони.
Кейдж встановив антирекорд НБА з непопадань триочкових кидків поспіль, зробивши 25 спроб та не влучивши жодного разу. Цей антирекорд був побитий лише у сезоні 2017-2018 Зазею Пачулією.